# Strombocardeniopsis porphyrus
Strombocardeniopsis porphyrus is een rechtvleugelig insect uit de familie veldsprinkhanen (Acrididae). De wetenschappelijke naam van deze soort is voor het eerst geldig gepubliceerd in 1984 door Jago.